# Amata cerberus
Amata cerberus är en fjärilsart som beskrevs av Hermann Stauder 1921. Amata cerberus ingår i släktet Amata och familjen björnspinnare. Inga underarter finns listade i Catalogue of Life.